# Karwendel-Berglauf
Der Karwendel-Berglauf ist ein Berglauf, der seit 2001 in Mittenwald stattfindet. Mit 10,6 km Länge und einer Differenz von 1381 Höhenmetern zählt er zu den anspruchsvollsten Berglaufveranstaltungen Deutschlands. 2008 war er Austragungsort der Deutschen Berglaufmeisterschaften.
Die Strecke führt von der Fußgängerzone Mittenwalds (913 m) über die Dammkar-Skiabfahrt hinauf zum Ziel, das sich nahe der Bergstation der Karwendelbahn an der deutsch-österreichischen Grenze in 2291 m Seehöhe befindet. Von diesem Aussichtspunkt unterhalb der Westlichen Karwendelspitze bietet sich den Läufern in einem Gebäude in Form eines Riesenfernrohres ein Blick auf die Karwendelgruppe und das Wettersteingebirge.

## Statistik

### Streckenrekorde
- Männer: 59:09 min, Robbie Simpson (GBR), 2017
- Frauen: 1:11:07 h, Kate Goodhead (GBR), 2012

### Siegerliste
| Datum           | Männer                                | Nation                                | Zeit                                  | Frauen                                | Nation                                | Zeit                                  |
| --------------- | ------------------------------------- | ------------------------------------- | ------------------------------------- | ------------------------------------- | ------------------------------------- | ------------------------------------- |
| 14. Juli 2018   | Andrzej Dlugosz -3-                   | Polen                                 | 1:08:06                               | Melanie Noll -4-                      | Deutschland                           | 1:20:07                               |
| 15. Juli 2017   | Robbie Simpson -2-                    | Vereinigtes Königreich                | 0 59:09                               | Melanie Noll -3-                      | Deutschland                           | 1:16:29                               |
| 16. Juli 2016   | Robbie Simpson                        | Vereinigtes Königreich                | 0 59:48                               | Melanie Noll -2-                      | Deutschland                           | 1:12:49                               |
| 18. Juli 2015   | Yossief Tekle                         | Eritrea                               | 1:05:05                               | Melanie Noll                          | Deutschland                           | 1:18:12                               |
| 19. Juli 2014   | Isaac Kosgei                          | Kenia                                 | 1:06:12                               | Sabine Reiner                         | Österreich                            | 1:14:27                               |
| 20. Juli 2013   | Andrzej Dlugosz -2-                   | Polen                                 | 1:03:33                               | Angela Mudge -2-                      | Vereinigtes Königreich                | 1:18:46                               |
| 21. Juli 2012   | Andrzej Dlugosz                       | Polen                                 | 1:01:04                               | Kate Goodhead                         | Vereinigtes Königreich                | 1:11:07                               |
| 24. Juli 2011   | wegen Schneefall komplett ausgefallen | wegen Schneefall komplett ausgefallen | wegen Schneefall komplett ausgefallen | wegen Schneefall komplett ausgefallen | wegen Schneefall komplett ausgefallen | wegen Schneefall komplett ausgefallen |
| 25. Juli 2010 * | Gerd Frick                            | Italien                               | 0 42:42                               | Kerstin Straub                        | Deutschland                           | 0 52:50                               |
| 26. Juli 2009   | Timo Zeiler -3-                       | Deutschland                           | 1:02:05                               | Angela Mudge                          | Vereinigtes Königreich                | 1:13:48                               |
| 27. Juli 2008   | Timo Zeiler -2-                       | Deutschland                           | 1:00:11                               | Marie-Luise Heilig-Duventäster        | Deutschland                           | 1:15:28                               |
| 15. Juli 2007   | Timo Zeiler                           | Deutschland                           | 1:04:04                               | Anja Carlsohn                         | Deutschland                           | 1:21:12                               |
| 16. Juli 2006   | Roman Skalský                         | Tschechien                            | 1:02:44                               | Ellen Clemens                         | Deutschland                           | 1:18:33                               |
| 17. Juli 2005   | Jonathan Wyatt -2-                    | Vereinigtes Königreich                | 0 59:43                               | Romy Lindner -2-                      | Deutschland                           | 1:18:08                               |
| 25. Juli 2004   | Martin Cox -2-                        | Vereinigtes Königreich                | 1:02:27                               | Moana Burt                            | Neuseeland                            | 1:15:31                               |
| 27. Juli 2003   | Jonathan Wyatt                        | Vereinigtes Königreich                | 0 59:10                               | Daniela Gassmann                      | Schweiz                               | 1:16:05                               |
| 28. Juli 2002   | Martin Cox                            | Vereinigtes Königreich                | 1:02:45                               | Romy Lindner                          | Deutschland                           | 1:17:22                               |
| 15. Juli 2001   | Andreas Biberger                      | Deutschland                           | 1:05:55                               | Kerstin Harbich                       | Deutschland                           | 1:22:01                               |

### Entwicklung der Finisherzahlen
| Jahr | Gesamt | davon Frauen |
| ---- | ------ | ------------ |
| 2014 | 338    | 47           |
| 2013 | 330    | 63           |
| 2012 | 270    | 44           |
| 2011 | —      | —            |
| 2010 | 301    | 58           |
| 2009 | 293    | 39           |
| 2008 | 363    | 70           |
| 2007 | 245    | 45           |
| 2006 | 221    | ???          |
| 2005 | 202    | 23           |
| 2004 | 181    | 14           |
| 2003 | 189    | 23           |
| 2002 | 249    | 34           |